# Severna Park
Severna Park – jednostka osadnicza w Stanach Zjednoczonych, w stanie Maryland, w hrabstwie Anne Arundel.